# Biesdorf-Süd (métro de Berlin)
Biesdorf-Süd est une station de la ligne 5 du métro de Berlin. Elle est située dans le quartier de Biesdorf, au sud du Biesdorfer Beggersee, à Berlin en Allemagne.

## Situation sur le réseau

Plan du métro.

La station Strausberger Platz de la ligne 5 du métro de Berlin, est située entre la station Tierpark à l'ouest, en direction du terminus Hauptbahnhof, et la station Elsterwerdaer Platz au nord-est, en direction du terminus Hönow.
Elle dispose des trois voies et deux quais, dont un central.

## Histoire
La station Biesdorf-Süd est mise en service le 1er juillet 1988 dans le cadre de l'extension de la ligne E vers l'est entre Tierpark et Elsterwerdaer Platz. En raison du plan pour un nouveau quartier résidentiel à Hellersdorf, on décide alors d'annuler l'extension de Tierpark vers Karlshorst et Schöneweide et de la réserver pour le nouveau quartier. Un an plus tard, l'extension vers Hellersdorf est terminée, avec le terminus de la ligne à Hönow.

## Services aux voyageurs

### Accès et accueil
La station comprend trois accès comportant des rampes inclinées pour les personnes à mobilité réduite.

### Desserte
Biesdorf-Süd est desservie par les rames circulant sur la ligne 5 du métro.

Installations et desserte
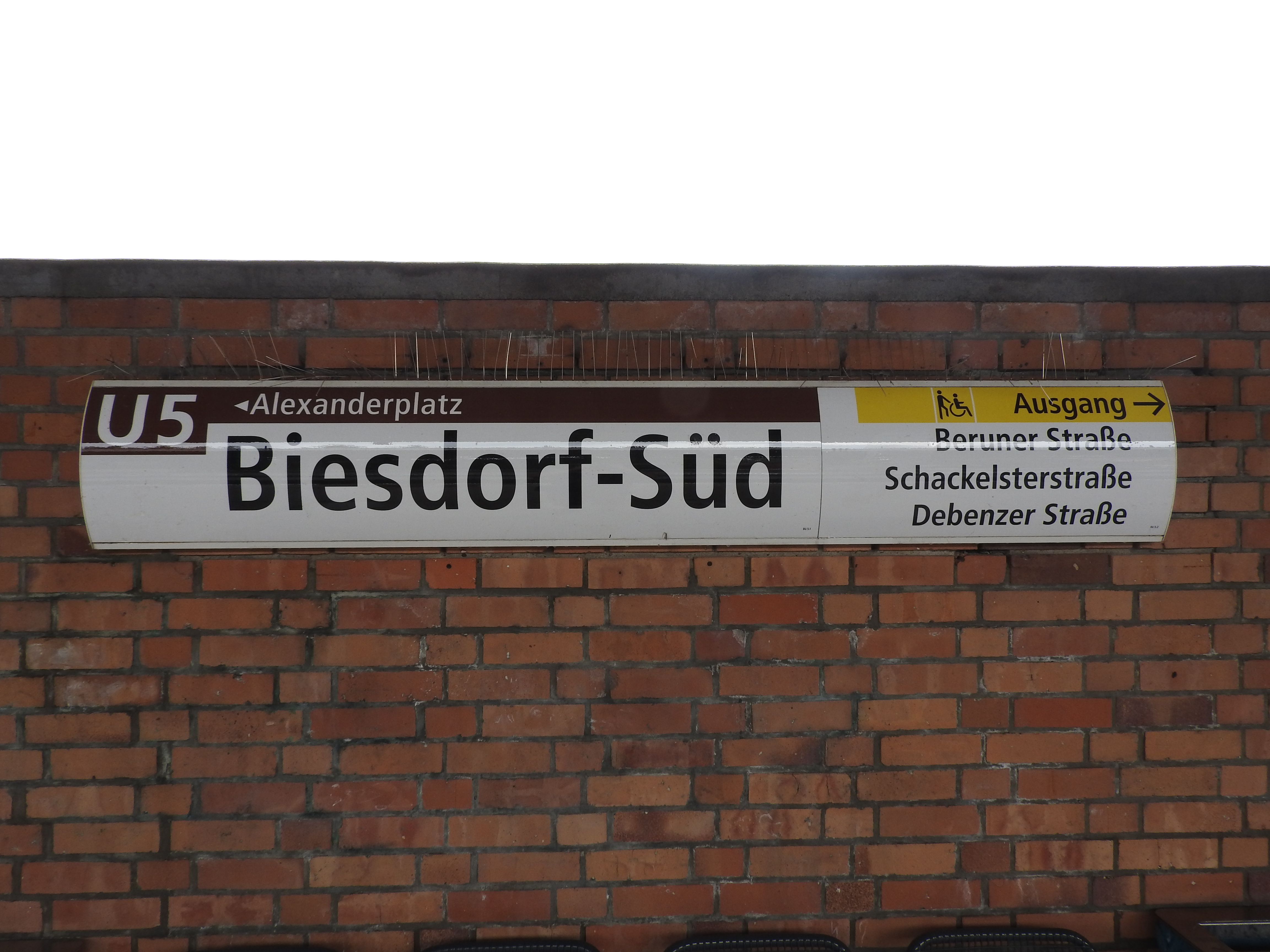
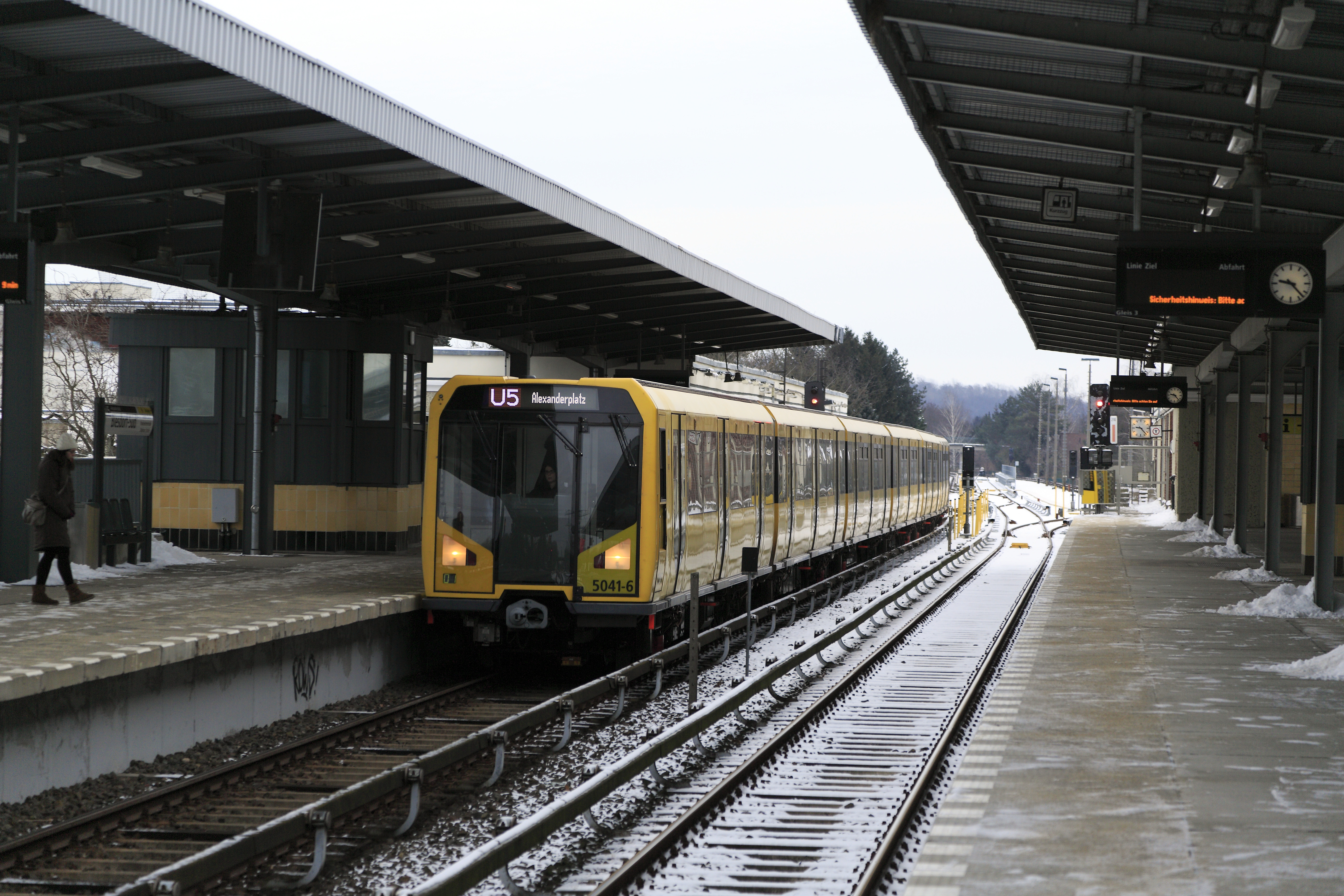
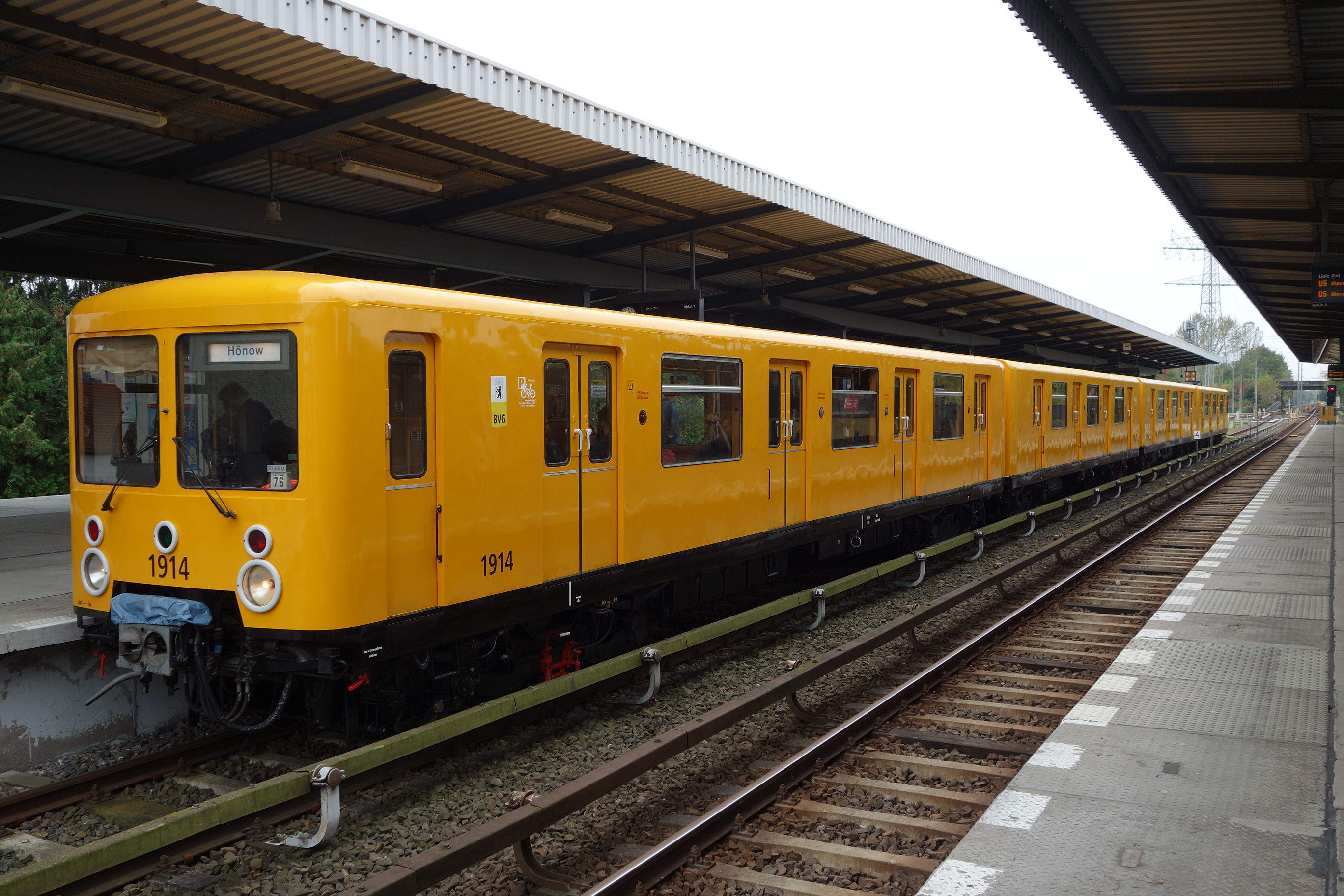

### Intermodalité
La station ne possède pas de correspondance avec des lignes d'autobus de la BVG.